# لويس غالين
لويس غالين (بالإنجليزية: Louis Galen)‏ هو مسير أعمال أمريكي، ولد في 19 أبريل 1925، وتوفي في 12 نوفمبر 2007 في رانتشو ميراج في الولايات المتحدة.